# دواين جاك
دواين جاك (بالإنجليزية: Dwayne Jack)‏ (19 يناير 1980 في ترينيداد وتوباغو - ) هو لاعب كرة قدم ترينيداد وتوباغو في مركز الدفاع. شارك مع منتخب ترينيداد وتوباغو لكرة القدم. أما مع النوادي، فقد لعب مع سان جوان جابلوتي ونجوم الشمال الشرقي وTobago United F.C. ‏.

## وصلات خارجية
- دواين جاك على موقع قاعدة بيانات كرة القدم.إي يو (الإنجليزية)
- دواين جاك على موقع ناشيونال فوتبول تيمز (الإنجليزية)
- دواين جاك على موقع Soccerway.com (الإنجليزية)